# IC 1933
IC 1933 — галактика типу SBc () у сузір'ї Годинник.
Цей об'єкт міститься в оригінальній редакції індексного каталогу.